# Сафир, Михаил Павлович
Михаил Павлович Сафир (1895, Петербург — 1981, Москва) — советский военачальник, генерал-майор танковых войск (с 1942 года), участник Великой Отечественной войны.

## Биография
Родился в 1895 году в Санкт-Петербурге в православной семье чиновника Министерства почт, надворного советника Павла Николаевича Сафира и крестьянки Новгородской губернии Марфы Кузьминичны Королёвой. Участвовал в Первой мировой войне в звании поручика командуя ротой, затем батальоном. Награждён шестью орденами с мечами и бантом. Ранен, дважды контужен, попал под газовую атаку.
В РККА с 1 сентября 1918 года, в боевых действиях принимал участие с 1919 по 1929 годы. В 1921-1924 годах М. П. Сафир проходил службу в должностях командира роты, батальона, начальника строевой части на пехотных командирских курсах (82-е Изюмские, 64-е Феодосийские, 63-и Симферопольские пехотные курсы). Окончил Военную академию им. Фрунзе. Преподаватель огневого цикла на курсах «Выстрел» (1929—1933) и кафедры «Стрельбы из танка» ВАММ РККА (1933—1939).
В 1934 году положил начало теории (и практики) стрельбы из танка, изобрёл «линейку Сафира», которой советские танкисты пользовались вплоть до 1951 года.
С 1939 года — заместитель генерал-инспектора бронетанковых войск РККА. С 18 июля 1941 года по март 1943 года — командующий бронетанковыми войсками 33-й армии.

### Ликвидация нарофоминского прорыва
В начале декабря 1941 года руководил танковой группой 33-й армии (генерал-лейтенант М. Г. Ефремов) по ликвидации наро-фоминского прорыва. В конце ноября — начале декабря 1941 года 33-я армия занимала оборону в условиях непосредственного соприкосновения с противником в полосе 32 км по реке Нара. Армия испытывала недостаток сил и средств. Севернее оборонялась 5-я армия генерал-лейтенанта артиллерии Л. А. Говорова (полоса 50 км), а южнее — 43-я армия генерал-майора К. Д. Голубева (полоса 32 км).
1 декабря 1941 года командование группы армий «Центр» (генерал-фельдмаршал фон Бок) предприняло очередную попытку фронтального прорыва к Москве в районе Апрелевки (в 25 км к юго-западу от Москвы). Перед 20-м армейским корпусом командованием 4-й полевой армии была поставлена задача — ударами из районов Звенигорода и Наро-Фоминска в направлении Кубинка и Голицыно расчленить и уничтожить войска 5-й и 33-й армий, и в дальнейшем, действуя вдоль Киевского и Минского шоссе, выйти к Москве.
Утром 1 декабря после сильной артиллерийской и авиационной подготовки немцы начали наступление. В полосе 5-й армии в районе Звенигорода 78-я и 252-я пехотные дивизии продвинулись только на 1,5-4 км и перешли к обороне. Но северо-западнее Наро-Фоминска немецкие 292-я и 258-я пехотные дивизии, используя более чем пятикратное превосходство в силах, прорвали оборону 222-й стрелковой дивизии 33-й армии в районе Таширово, деревня Новая и, введя в прорыв до 70 танков с мотопехотой, к 14:00 вышли на шоссе Наро-Фоминск—Кубинка. К 12:30 2 декабря основные силы противника — 478-й пехотный полк с 15-ю танками — прошли Юшково и заняли Петровское и Бурцево.
Для разгрома прорвавшихся немцев М. Г. Ефремовым была создана танковая группа (5-я танковая бригада, 136-й и 140-й отдельные танковые батальоны) с приданной 18-й стрелковой бригадой под командованием полковника М. П. Сафира. Командующий Западным фронтом генерал армии Г. К. Жуков отдал приказ М. Г. Ефремову:

Командарму-33 Ефремову.
Приказываю группой… в составе 18 СБР, двух лыжных батальонов, одного танкового батальона и дополнительно 15 танков, одного полка ПТО, усилив её артиллерией PC, нанести удар по противнику в направлении Юшково. Иметь дальнейшей задачей стремительно наступать в направлении Головеньки и восстановить положение. Удар нанести с утра 3.12.

Руководство группой возложено лично на Вас.— Жуков.
М. Г. Ефремов так и поступил. Оперативной группой 33-й армии, которую возглавлял генерал-лейтенант М. Г. Ефремов (его командный пункт находился в районе платформы Алабино), были разработаны оперативные мероприятия по уничтожению прорвавшегося противника. В эту группу входили начальник автобронетанковых войск армии полковник М. П. Сафир и заместитель начальника штаба армии полковник С. И. Киносян. Непосредственное руководство боем 2 декабря М. Г. Ефремов возложил на полковника М. П. Сафира, поставив ему задачу «полностью восстановить первоначальное положение». По воспоминаниям М. П. Сафира, в операции принимало участие около 120 танков, стрелковая бригада, полк НКВД и два лыжных батальона.
В течение 2 декабря 136-й отдельный танковый батальон и части 76-го стрелкового полка НКВД с переменным успехом выбивали немцев из Петровского. 3 декабря при поддержке 18-й стрелковой бригады танкисты, успешно применив танковую контратаку с десантом пехоты, завершили разгром 478-го пехотного полка противника, который понеся тяжёлые потери, был вынужден отступить. «Удар наших частей 3 декабря в районе Юшково был настолько силён и неожидан для немцев, что они уже 4 декабря с утра, отказавшись от выхода на Можайское шоссе… поспешно отходили в исходное положение…» После успешных действий 3-4 декабря, командующий 33-й армией М. Г. Ефремов принял решение развить успех:

Боевой приказ 09/ОП

КартаЮ00004.12.41
Для довершения полного разгрома остатков противника ПРИКАЗЫВАЮ:
18[-й] СБР стремительным ударом окружить и уничтожить остатки противника… овладеть рубежом Мякишево… (иск.) Таширово, прочно его удерживать.
Группе полковника Сафир… — окружить и уничтожить остатки противника в р[айо]не Пионерлагерь.., овладеть Таширово и прочно удерживать за собой переправу через р. Нара.
Командиру 1 гв. МСД [полковник А. И. Лизюков] совместными действиями с группой полковника Сафир уничтожить противника, проникшего на левый берег р. Нара и полностью восстановить прежнее положение. Командиру  222[-й] СД [полковник Ф. А. Бобров] к исходу 5.12.41 г. занять р[айо]н Иневка… К 17.00 5.12. привести части дивизии в полную боевую готовность. КП Головеньки.
— Командующий 33[-й] армии генерал-лейтенант Ефремов.
Таким образом, танковая группа 33-й армии, разгромив 3-5 декабря немецкую наступательную группировку, восстановила положение на реке Нара. Генерал-лейтенант Ю. А. Рябов (помощник полковника М. П. Сафира в ЗЗ-й армии с августа 1942 года) позднее оценивал эту ситуацию следующим образом: «Попади мы в подобную историю, не могу представить — кто бы дал приказ отойти обратно на 25 км? Уверен, что по нашей „методике“ никто из такой ловушки живым бы не ушёл — всех бы положили, но приказа на отступление не дали».
После Нарофоминских боёв полковник М. П. Сафир был награждён орденом Красного Знамени:

… В боях с фашистами с 2 по 6 декабря 1941 г. в районе действий высоты 210,8, деревень Петровское и Юшково, т. Сафир лично руководил действиями 5 танковой бригады, 136 и 140 отд. танковыми батальонами. Результатами умелого руководства операциями враг был разбит и начал поспешно отходить. Части танковой группы с приданными стрелковыми подразделениями полностью восстановили прежнее положение.
Командующий 33-й армии генерал-лейтенант Ефремов 

Член Военного совета 33-й армии бригадный комиссар Шляхтин 

27.12.41
— из наградного листа

### Дальнейшая служба
10 ноября 1942 года М. С. Хозин представил своего заместителя М. П. Сафира к званию «генерал-майор танковых войск»: "… Обеспечил отличное руководство танковыми войсками армии во всех операциях… В августе 1942 года под руководством т. Сафира танковые войска отлично выполнили поставленную задачу по прорыву сильно укрепленной полосы противника… Храбр… ".
В 1943—1944 годах — заместитель, а с 1944 по 1947 год — начальник Управления боевой подготовки танковых войск.

### Послевоенные годы
В дальнейшем, до 1954 года — заместитель генерал-инспектора бронетанковых войск Главной инспекции Советской Армии. Был организатором и судьёй Всесоюзных соревнований и соревнований на первенство рода войск по мотогонкам. Присвоено звание «Судьи всесоюзной категории по авто-мотоспорту» (1946).
С 1954 года в отставке. Посвятил дальнейшие годы труду механика, краснодеревщика и фотографа. Умер 11 апреля 1981 года, похоронен на Новодевичьем кладбище.

## Награды
- Орден Красного Знамени (31.12.1941)
- Орден Отечественной войны 1-й степени (15.12.1943[13])
- 4 других ордена
- 6 орденов Российской империи
- медали, в том числе медаль «20 лет Рабоче-Крестьянской Красной Армии»

## Семья
Сын — Владимир Михайлович Сафир.

## Память
- На могиле установлен надгробный памятник на Новодевичьем кладбище Москвы.
- Имя воина увековечено в Главном Храме Вооружённых сил России, и навсегда запечатлено на мемориале «Дорога памяти» [15]